# Charlotte Sahl-Madsen
Pour les articles homonymes, voir Madsen.
Charlotte Sahl-Madsen, née le 26 août 1964 à Holstebro (Danemark), est une femme politique danoise. Elle était ministre de la Science, de la Technologie et du Développement entre le 23 février 2010 et le 3 octobre 2011. Elle est membre du Parti populaire conservateur.